# Podzemelj
Podzemelj este o localitate din comuna Metlika, Slovenia, cu o populație de 150 de locuitori.